# Campeonato Africano de Atletismo de 2016 - Arremesso de peso masculino
A prova do arremesso de peso masculino do Campeonato Africano de Atletismo de 2016 foi disputada no dia 22 de junho  no Kings Park Stadium  em Durban, na África do Sul. Participaram da prova 14 atletas sendo que 12 concluíram a prova. 

## Recordes
Antes desta competição, os recordes mundiais e do campeonato nesta prova eram os seguintes:
|                       | Nome           | Nacionalidade  | Distância | Local       | Data                |
| --------------------- | -------------- | -------------- | --------- | ----------- | ------------------- |
| Recorde mundial       | Randy Barnes   | Estados Unidos | 23m 12cm  | Westwood    | 20 de maio de 1990  |
| Recorde do campeonato | Janus Robberts | África do Sul  | 21m 02cm  | Brazzaville | 18 de julho de 2004 |
| Recorde africano      | Janus Robberts | África do Sul  | 21m 97cm  | Eugene      | 2 de junho de 2001  |

## Medalhistas
| Ouro                   | Prata               | Bronze              |
| Jaco Engelbrecht (RSA) | Franck Elemba (COG) | Stephen Mozia (NGR) |

## Cronograma
Todos os horários são locais (UTC+2). 
| Data        | Hora  | Evento |
| ----------- | ----- | ------ |
| 22 de junho | 17:05 | Final  |

## Resultado final
| Posição           | Atleta              | Nacionalidade   | Distância | Notas |
| ----------------- | ------------------- | --------------- | --------- | ----- |
| Medalha de ouro   | Jaco Engelbrecht    | África do Sul   | 20.00     |       |
| Medalha de prata  | Franck Elemba       | Congo           | 19.89     |       |
| Medalha de bronze | Stephen Mozia       | Nigéria         | 19.84     |       |
| 4                 | Oghenakpobo Efekoro | Nigéria         | 19.57     |       |
| 5                 | Orazio Cremona      | África do Sul   | 19.15     |       |
| 6                 | Khalifa Mohamed     | Egito           | 19.00     |       |
| 7                 | Yao Adantor         | Togo            | 17.98     |       |
| 8                 | Burger Lambrechts   | África do Sul   | 17.79     |       |
| 9                 | Bernard Baptiste    | Ilhas Maurícias | 16.71     |       |
| 10                | Zegeye Moga         | Etiópia         | 14.58     |       |
| 11                | Georgio Vahoua      | Costa do Marfim | 14.50     |       |
| 12                | Charlton Rickerts   | Namíbia         | 10.58     |       |
| 13                | Luccioni Mve        | Gabão           | DNS       |       |
| 13                | Enock Ngwenya       | Zimbabwe        | DNS       |       |

Legenda
| Recorde mundial       | Recorde mundial (World record)               |                       | Recorde africano                      | Recorde africano (African) |                                           | Q | Classificado por posição (Qualified) |
| Recorde do campeonato | Recorde do campeonato (Championship record)  | Recorde da América    | Recorde da América (Americas)         | q                          | Classificado por melhor tempo (Qualified) |   |                                      |
| Melhor marca do ano   | Melhor marca do ano (World leading)          | Recorde asiático      | Recorde asiático (Asian)              | DNS                        | Não largou (Did not start)                |   |                                      |
| Recorde nacional      | Recorde nacional (National record)           | Recorde europeu       | Recorde europeu (European)            | DNF                        | Não terminou (Did not finish)             |   |                                      |
| Recorde pessoal       | Recorde pessoal do atleta (Personal best)    | Recorde da Oceania    | Recorde da Oceania (Oceania)          | DSQ / DQ                   | Desclassificado (Disqualified)            |   |                                      |
| Recorde da temporada  | Recorde da temporada do atleta (Season best) | Recorde sul-americano | Recorde sul-americano (South America) | NM                         | Sem marca (No mark)                       |   |                                      |